# No Nut November
No Nut November je internetová výzva, která vyzývá muže k sexuální zdrženlivosti po dobu trvání měsíce listopadu.

## První zmínka
Výzva byla poprvé zveřejněna roku 2011 na Urban Dictionary uživatelem bicboi6969696969. V roce 2017 byla na Urban Dictionary přidána definice této výzvy a upoutala mnoho uživatelů na sociálních sítích. Původní výzva byla zaměřena pouze na vynechání masturbace, ale později k tomu byl přidán i pohlavní styk. Výzva byla původně myšlena jako satira, ale někteří účastníci jsou přesvědčeni o zdravotních přínosech.

## Pravidla
Pravidla No Nut Novemberu jsou různá, protože pravidla si lidé stále upravují. Zde jsou ta základní:
- Žádný sex, žádná masturbace
- Mokré sny jsou povoleny, erekce také
- Pornografie je povolena, ale nesmí proběhnout ejakulace

## Destroy Dick December
Destroy Dick December je výzva, která navazuje na No Nut November a vyzývá účastníky k sexuální aktivitě. Začíná 1. prosincem a jejím úkolem je masturbovat tolikrát denně, jaké je zrovna datum. Původní myšlenka této výzvy je parodie právě na No Nut November, ale dnes je brána jako odměna za zdržení orgasmu v předchozím měsíci.

## Význam výzvy
Tato výzva se dodržuje, aby muži neztráceli čas masturbací či pohlavním stykem, ale naučili se novým věcem (např. nový jazyk). Ale většina mužů pokouší svou vůli.